# Răzvan Anghelache
Răzvan Anghelache, född 22 september 1985, är en rumänsk konstnär.

## Utställningar i urval
- 2015 – No show (intention of a collective), medverkan, Museum Anna Nordlander, Skellefteå[2]
- 2016 – How was it possible?, medverkan, Romanian Cultural Institute, Tel Aviv
- 2016 – Avdelningen Scara, medverkan, Laborna Contemporary Art Gallery, Bukarest[3]
- 2016 – Arching of an Arrow, medverkan, Konsthögskolans galleri, Umeå[4]
- 2017 – Fool’s Gold, medverkan, Bildmuseet, Umeå[5]
- 2018 – Happy Nation, medverkan med den murala installationen Dragging Through Alternative Realities, Växjö konsthall[6]
- 2018 – 16 Souls Nobody Noticed, medverkan, Verkligheten, Umeå